# Firebug
Firebug ist eine Firefox-Erweiterung zur Fehlersuche, zum Debugging und zum Bearbeiten des Document Object Models der geöffneten Webseite. Firebug wurde bereits 2006 von Joe Hewitt (einem der Firefox-Entwickler) vorgestellt und war stilprägend für die Entwicklerwerkzeuge in Webbrowsern, die mittlerweile fast alle Webbrowser zur Verfügung stellen.
Nachdem die meisten seiner Funktionalitäten in die im Browser eingebauten Firefox Developer Tools integriert worden waren, verkündete das Firebug-Team Ende 2016, die Weiterentwicklung des separaten Plug-Ins aufzugeben. Mit Firefox Quantum 57 im November 2017 wurde die letzte Version von Firebug inkompatibel zu aktuellen Firefox-Versionen.

## Details
Mit Firebug lassen sich insbesondere CSS, HTML-Elemente, das Document Object Model sowie JavaScript-Ereignisse einer Webseite untersuchen. Das Panel Netzverkehr zeigt für alle Elemente einer Webseite die genauen Zeitpunkte der Anfrage sowie deren benötigte Ladezeit auf einer Zeitleiste an. Zudem verfügt Firebug über eine JavaScript-Konsole, die auch Ajax-Aktionen protokolliert. Neben der Fehlersuche in Webseiten wird Firebug für Sicherheitstests und für Performanceanalysen im Web genutzt.
Firebug ist freie Software, lizenziert unter der BSD-Lizenz. Das Plug-in wurde von Joe Hewitt geschrieben (er arbeitete auch im Firefox-Entwicklungsteam). Es wurde über 82 Millionen Downloads heruntergeladen (Stand Mai 2016).

## Erweiterungsmöglichkeiten
Firebug selbst kann Erweiterungen laden (eine Art Erweiterung in einer Erweiterung), welche die Fähigkeiten zur Analyse und Diagnose von Webseiten erweitern. So dient eine Erweiterung beispielsweise zur Ausgabe von PHP-Debugging, eine andere listet Performance-Schwachstellen auf.